# Anonim Raweński

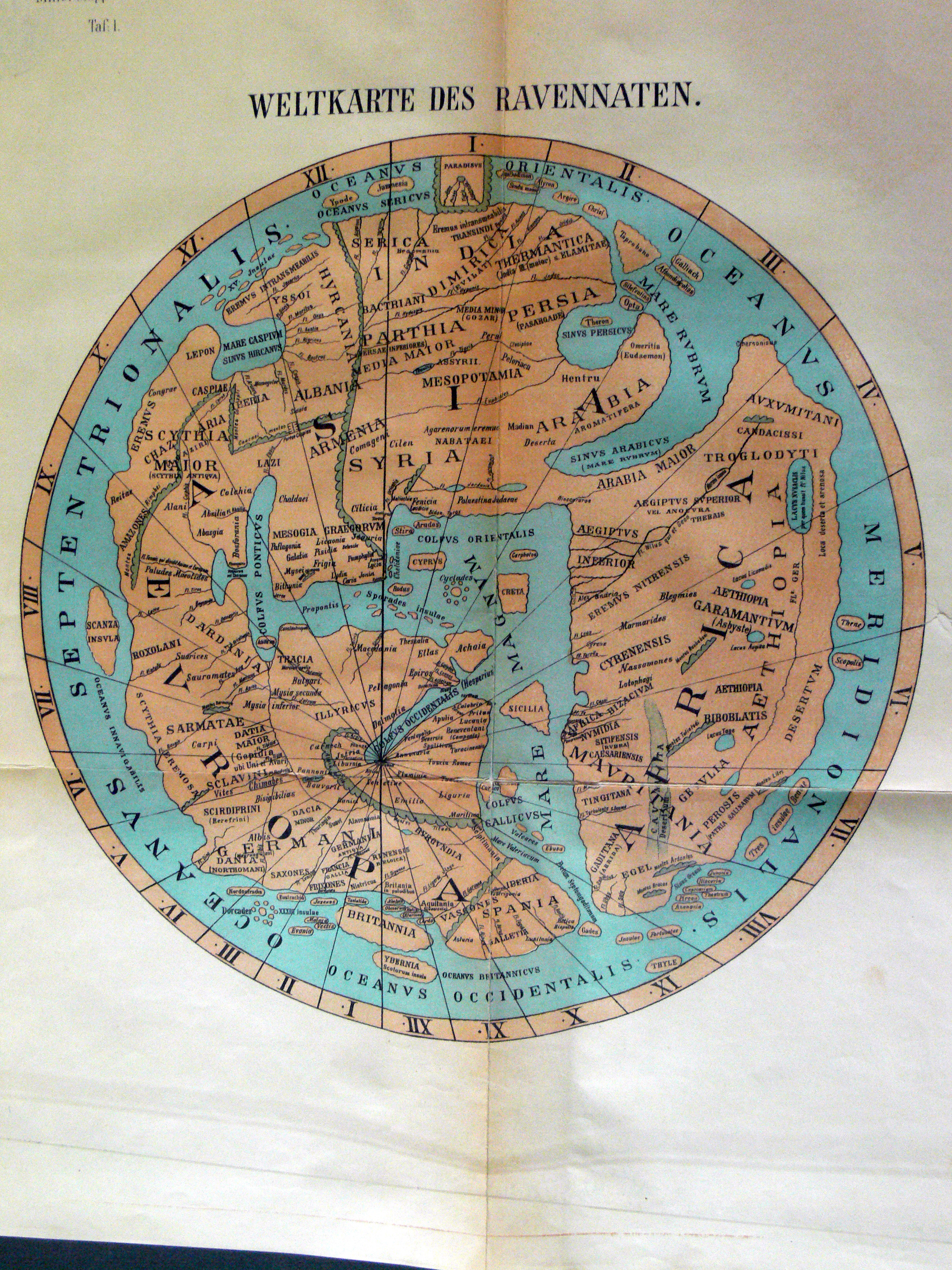
Mapa świata według Anonima Raweńskiego

Anonim Raweński – nieznany z imienia geograf z VII/VIII wieku, autor dzieła zawierającego opis świata.
Zachowany w języku łacińskim traktat Anonima stanowi prawdopodobnie odpis wcześniejszego tekstu greckiego. Ziemia przedstawiona jest w nim jako wielkie koło oblane ze wszystkich stron oceanem. Położenie ludów i krain przedstawiono według podziału doby na 24 godziny, 12 dziennych i 12 nocnych. Godziny nocne przypisano północnej części świata, zaś dzienne południowej. W północno-wschodniej części świata, o godzinie 6 w nocy, lokalizował Anonim krainę Scytów, skąd mieli wywodzić się Słowianie.